# Così diverso
Albums de Valerio Scanu
Per tutte le volte che…
(9 novembre 2010) Valerio Scanu Live in Roma
(11 juin 2013)
Singles
1. Amami
Sortie : 9 mars 2012
2. Libera mente
Sortie : 1er juin 2012

Così diverso est le quatrième album du chanteur italien Valerio Scanu, sorti le 20 mars 2012 chez   EMI et annoncé par le single Amami, publié le 9 mars 2012.

## L'album
L'album, sorti deux ans après le dernier album du chanteur, contient dix chansons y une chanson bonus, mais réservée au téléchargement sur iTunes, la cover Hallelujah, chanson de Leonard Cohen de 1984.
De cet album, le premier juin, a été extrait le deuxième single, Libera mente. Peu de temps après commence le Così diverso tour.

## Titres et Auteurs
| N° | Titres                           | Auteurs                                                 | Durée |
| -- | -------------------------------- | ------------------------------------------------------- | ----- |
| 1  | Trasparente                      | A. Bonomo - F. De Martino                               | 3:25  |
| 2  | Il sole è contro me              | S. Borzi - F. Paciotti                                  | 3:52  |
| 3  | Amami                            | S. Borzi - F. Paciotti                                  | 3:52  |
| 4  | Dove sei                         | L. Mattioni - M. Cianchi                                | 3:50  |
| 5  | Rondine                          | S. Grandi - E. Cecere                                   | 3:48  |
| 6  | Se è vero che ci sei             | D. Giustibelli, D Taraddei, S. Borzi                    | 4:19  |
| 7  | Libera mente                     | S. Borzi - F. Paciotti                                  | 2:52  |
| 8  | Sono qui per te                  | S. Borzi - F. Paciotti                                  | 4:11  |
| 9  | A modo mio                       | L. Mattioni - M. Cianchi                                | 3:46  |
| 10 | Così diverso                     | R. Tornetta, M. De Paolis, Stefano Borzi, Valerio Scanu | 4:09  |
| 11 | Hallelujah (Bonus Track Itunes ) | Leonard Cohen                                           | 3:58  |

## Succès commercial
Così diverso débuta à la sixième position du classiment FIMI Artisti, la meilleure position de cet album, qui n'a d'ailleurs pas atteint le succès des albums précédents.

## Classements
| Classement (2012) | Position la meilleure |
| ----------------- | --------------------- |
| Italie            | 6                     |

## Musiciens duCosì Diverso Tour
Pour le Così Diverso Tour, Valerio Scanu est accompagné de quatre musiciens:  
- Martino Onorato: claviers
- Stefano Antonelli: guitares
- Toto Ielasi: contrebasse
- Meki Marturano: Batterie

## Vidéos officielles
En parallèle avec cet album sont réalisées deux vidéos officielles:
| N° | Vidéos officielles | Date de publication | D'autres informations               |
| -- | ------------------ | ------------------- | ----------------------------------- |
| 1  | Amami              | 27 mars 2012        | Mise en scène de Federico Paciotti, |
| 2  | Libera mente       | 28 juin 2012        | Collaboration con Sing Ring Video   |